# Kulm (huyện)
Huyện Kulm (tiếng Pháp: District du Kulm, tiếng Đức: Bezirk Kulm) là một huyện hành chính của Thụy Sĩ. Huyện này thuộc bang Aargau. Huyện Kulm có diện tích 101 km², dân số theo thống kê của cục thống kê Thụy Sĩ năm 1999 là 36002 người. Trung tâm của huyện đóng ở Reinach. Mã của huyện là 1905.